# آکواپورین
آکواپورین‌ها یا منافذ آبی خانواده‌ای از پروتئین‌های غشایی سرتاسری هستند که عمدتاً منافذی برای عبور مولکول‌های آب از غشای سلول فراهم می‌کنند. این کانال‌ها به صورت اتفاقی کشف شدند. پیتر آگره متوجه وجود یک پروتئین با مقادیر زیاد در غشای گلبول‌های قرمز شد که به دلیل اینکه به خوبی با کوماسی آبی درخشان رنگ نمی‌شوند از دست رفته بودند. بررسی بیشتر نشان داد این پروتئین یک پروتئین غشایی ۲۴ کیلودالتونی و در حقیقت کانال آب است.
آکواپورین‌ها در کلیه‌ها و قرنیه‌ها به فراوانی موجود هستند، دقیقاً همان بافت‌هایی که انتظار می‌رود منافذ آبی زیادی داشته باشند. این پروتئین‌ها در تمام جانداران وجود دارند. گیاه آرابیدوپسیس تالیانا دستکم ۳۸ ژن دارد که انواع آکواپورین را رمز می‌کند و این نشان می‌دهد که انتقال آب نقش مهمی در فیزیولوژی گیاهان دارد؛ برای نمونه تغییرات فشار تورگور نیاز به حرکت سریع آب از غشا دارد. 
اگرچه آکواپورین‌ها برای آب بسیار اختصاصی اند، اما بعضی از آنها قادر به انتقال سریع مولکول‌های آلی کوچک از جمله گلیسرول نیز هستند؛ برای مثال آکواپورین شماره ۷ (AQP7) که در غشای پلاسمایی یاخته‌های چربی وجود دارد، به طور کارآمدی گلیسرول را انتقال می‌دهد. 